# تشاه دراز (استبهان)
تشاة دراز (بالفارسية: چاه دراز) هي قرية تقع في البلدة المركزية في إيران. يقدر عدد سكانها بـ 31 نسمة بحسب إحصاء 2016.